# R-21
L'R-21 (indice GRAU: 4K55. Nome in codice NATO: SS-N-5 Serb o Sark) era un missile balistico sublanciato sovietico. Sviluppato e costruito a partire dagli anni cinquanta dall'OKB-586 di Michail Kuz'mič Jangel', era un sistema d'arma a propellente liquido, che poteva essere lanciato in immersione da sottomarini convenzionali della classe Golf e nucleari della classe Hotel. In grado di trasportare una singola testata nucleare ad una distanza nell'ordine dei 1 400 km, fu ritirato dal servizio dai battelli della marina sovietica alla fine degli anni ottanta